# 佩里戈尔地区马勒伊
佩里戈尔地区马勒伊（法語：Mareuil en Périgord，法語發音：[maʁœj ɑ̃ peʁiɡɔʁ]）是法国多尔多涅省的一个市镇，位于该省北部，属于农特龙区。

## 历史
佩里戈尔地区马勒伊成立于2017年1月1日，由以下九个市镇合并而成：
- 博萨克（Beaussac）
- 尚波和拉沙佩勒波米耶（Champeaux-et-la-Chapelle-Pommier）
- 莱格罗尔日（Les Graulges）
- 莱吉亚克-德塞尔克勒（Léguillac-de-Cercles）
- 马勒伊（Mareuil）
- 蒙塞克（Monsec）
- 皮雷尼耶（Puyrenier）
- 圣叙尔皮斯-德马勒伊（Saint-Sulpice-de-Mareuil）
- 旧马勒伊（Vieux-Mareuil）

其中马勒伊为政府驻地。

## 地理
佩里戈尔地区马勒伊（45°27'5.88"N, 0°27'9.36"E）面积150.48 平方千米，位于法国新阿基坦大区多爾多涅省，该省份为法国西南部内陆省份，是法國本土面积第三大的省，大致对应佩里戈尔地区，北起顺时针与夏朗德省、上维埃纳省、科雷兹省、洛特省、洛特-加龙省、吉倫特省和滨海夏朗德省接壤。
与佩里戈尔地区马勒伊接壤的市镇（或旧市镇、城区）包括：欧特费、科讷扎克、吕多-拉多斯、吕萨和农特罗诺、圣马夏尔德瓦莱特、尼佐讷河畔圣弗龙、佩里戈尔地区布朗托姆、圣费利克斯-德布尔代耶、波萨克和圣维维安、圣瑞斯特、拉图尔布朗什-塞尔克勒、拉沙佩勒蒙塔布尔莱、古-罗西尼奥勒、圣克鲁瓦德马勒伊、孔比耶、沙拉、曼扎克、佩里戈尔地区布朗托姆。
佩里戈尔地区马勒伊的时区为UTC+01:00、UTC+02:00（夏令时）。

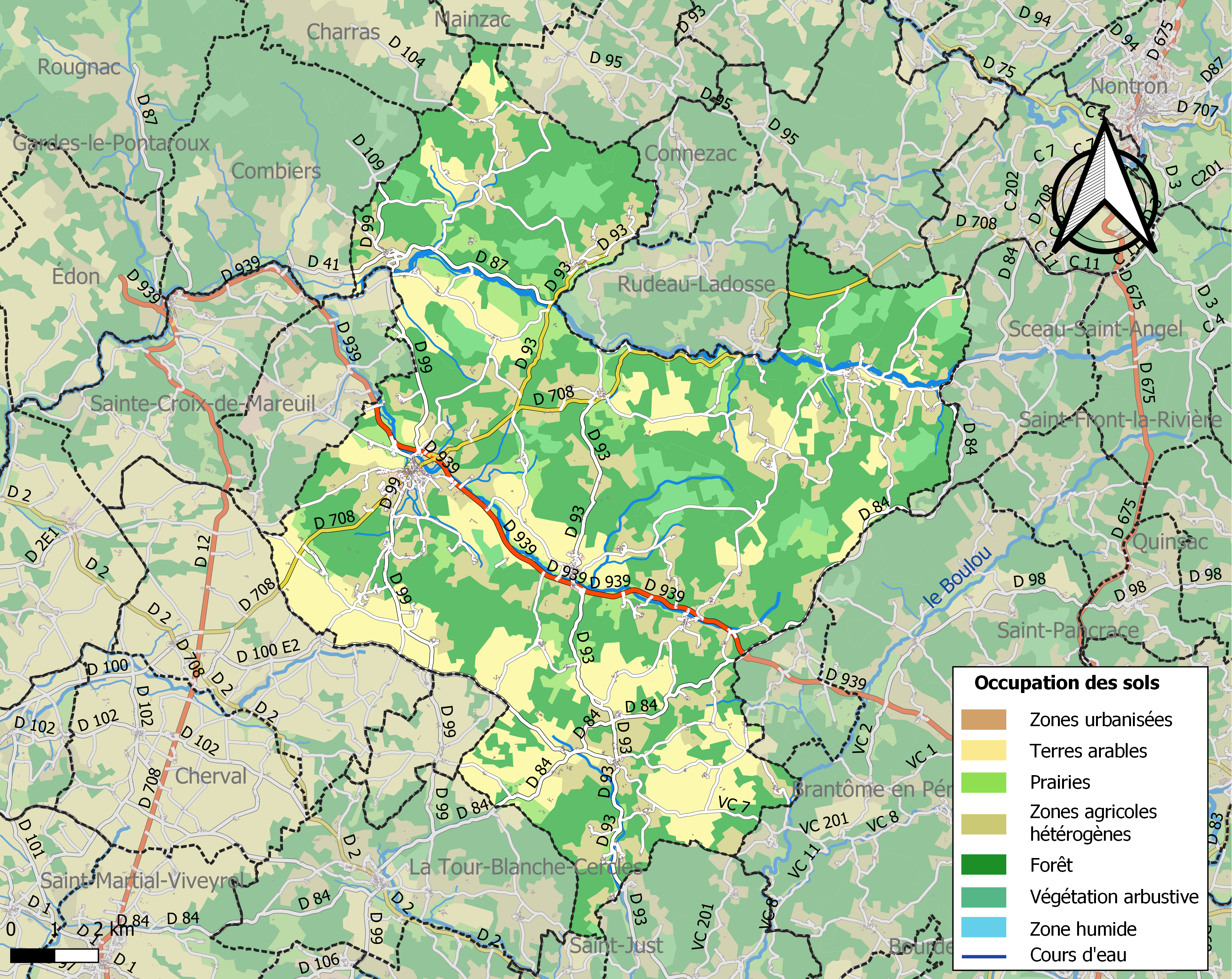
佩里戈尔地区马勒伊的OSM定位图

## 行政
佩里戈尔地区马勒伊的邮政编码为24340，INSEE市镇编码为24253。

## 政治
佩里戈尔地区马勒伊所属的省级选区为佩里戈尔地区布朗托姆县。

## 人口
佩里戈尔地区马勒伊于2022年1月1日时的人口数量为2316人。